# کایت کریستنسن
کایت کریستنسن (انگلیسی: Kayte Christensen؛ زادهٔ ۱۶ نوامبر ۱۹۸۰) بازیکن بسکتبال اهل ایالات متحده آمریکا است.
از باشگاه‌هایی که در آن بازی کرده‌است می‌توان به فینکس مرکوری اشاره کرد.